# Nerocila monodi
Nerocila monodi är en kräftdjursart som beskrevs av Hale 1940. Nerocila monodi ingår i släktet Nerocila och familjen Cymothoidae.
Artens utbredningsområde är Northern Territory, Australien. Inga underarter finns listade i Catalogue of Life.